# Laanemaa järv
Laanemaa järv är en sjö i Estland.   Den ligger i landskapet Harjumaa, i den västra delen av landet, 40 km sydväst om huvudstaden Tallinn. Laanemaa järv ligger 38 meter över havet. I omgivningarna runt Laanemaa järv växer i huvudsak blandskog.
Sjön ligger i naturreservatet Orkjärve.